# لوك تشوب

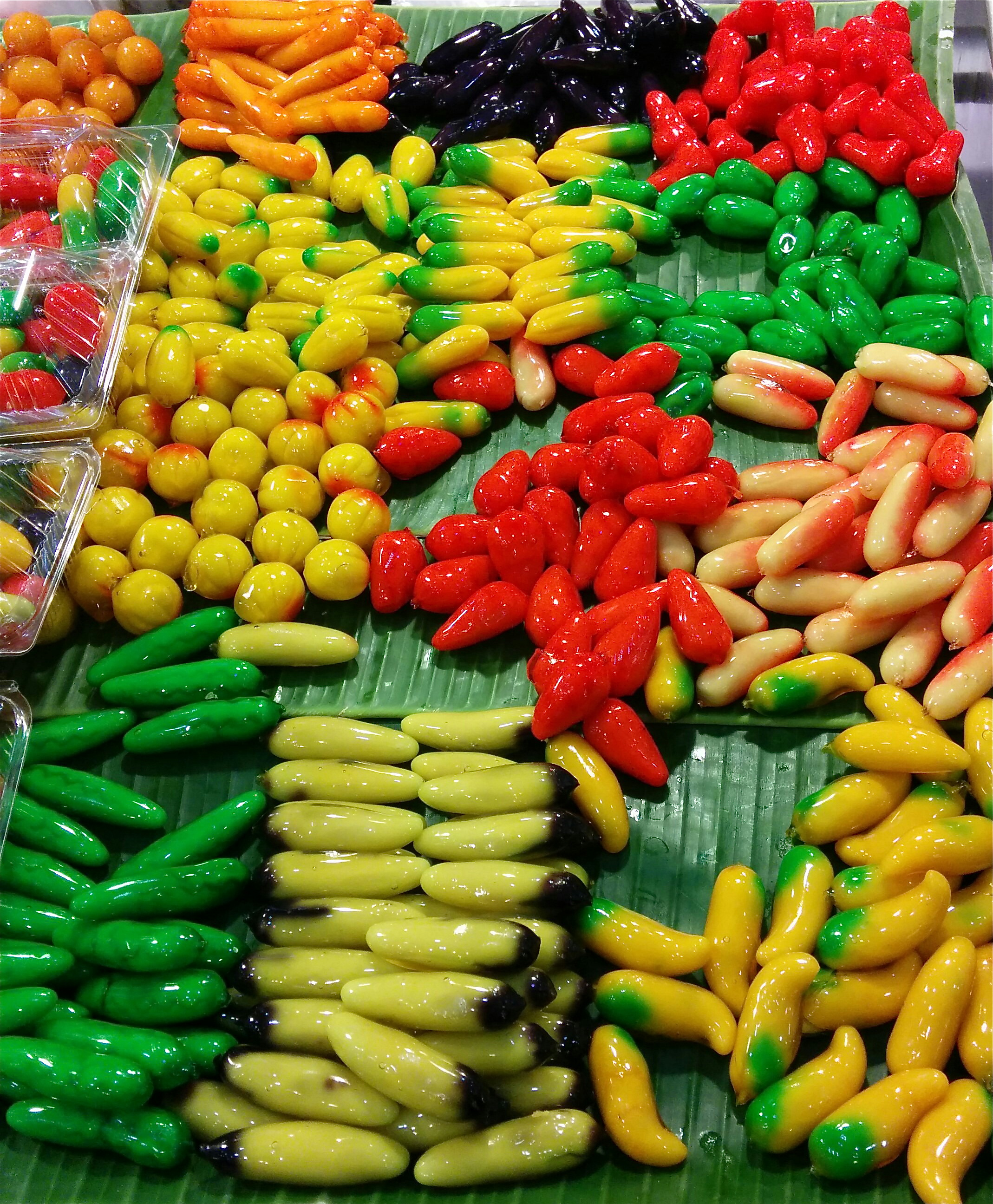
لوك تشوب

لوك تشوب ( بالتايلاندية: ลูก ชุบ) نوع من الحلوى التايلاندية مستوحاة من المرصبان وهي وصفة برتغالية تسمى massapão. استخدم البرتغاليون اللوز كعنصر رئيسي فيها ولكن نظرًا لعدم وفرة اللوز في تايلاند تم استبداله بفاصولياء مونج.
في الماضي كانت تُصنع فقط للملك والعائلات الملكية  والناس في القصر. في الوقت الحاضر يمكن شراء اللوك تشوب من متاجر الحلوى العامة في تايلاند. يتم تشكيلها على أشكال الفاكهة أو الخضار مثل المانجو والفلفل الحار والبرتقال وما إلى ذلك مع إعطائها الألوان التي تتناسب مع لون الأطعمة التي تمثلها.  
المكونات النموذجية في لوك تشوب تشمل فاصولياء مونج و حليب جوز الهند والسكر ومسحوق الهلام والمياه وملونات الطعام.  يتم خلط الفاصولياء وحليب جوز الهند والسكر على شكل عجينة ثم يتم تشكيل حلوى اللوك تشوب.  يمكن تلوينها ويتم غمسها أحيانًا بالهلام لإعطائها مظهراً لامعاً. 

## روابط خارجية
- الحلويات التايلاندية لوك تشوب . thaifood.food-recipe-cooking.com.